# Steve Railsback
Stephen Hall Railsback (Dallas, Texas, 16 de noviembre de 1945) es un actor de cine, teatro y televisión estadounidense, reconocido por su actuación en películas como The Stunt Man y por su interpretación del asesino Charles Manson en Helter Skelter.
Hizo su debut en el cine en la película The Visitors, dirigida por Elia Kazan. En su carrera encarnó a dos notorios asesinos, Charles Manson en Helter Skelter en 1976 y Ed Gein en la película de 2000 In the Light of the Moon. También fue productor ejecutivo de esta última película. Otros de sus papeles notables incluyen a Cameron en The Stunt Man con Peter O'Toole, el astronauta en Lifeforce de Tobe Hooper, Duane Barry en dos episodios de la serie The X-Files, Cole Morgan y Alex Morgan en Scissors y Joseph Welch en el episodio piloto de Supernatural.

## Filmografía

### Cine y televisión
| Año  | Título                            | Personaje               | Observaciones |
| ---- | --------------------------------- | ----------------------- | ------------- |
| 1972 | The Visitors                      | Mike Nickerson          |               |
| 1974 | Cockfighter                       | Junior                  |               |
| 1976 | Helter Skelter                    | Charles Manson          |               |
| 1978 | Angela                            | Jean Lebrecque          |               |
| 1979 | From Here to Eternity             | Robert E. Lee Prewitt   |               |
| 1980 | The Stunt Man                     | Cameron                 |               |
| 1982 | Deadly Games                      | Billy Owens             |               |
| 1982 | Trick or Treats                   | El novio                |               |
| 1982 | Turkey Shoot                      | Paul Anders             |               |
| 1983 | The Golden Seal                   | Jim Lee                 |               |
| 1983 | Veliki transport                  | Pavle Paroški           |               |
| 1985 | Lifeforce                         | Tom Carlsen             |               |
| 1985 | Torchlight                        | Jake Gregory            |               |
| 1986 | Armed and Dangerous               | El vaquero              |               |
| 1986 | The Wind                          | Kesner                  |               |
| 1987 | Scenes from the Goldmine          | Harry Spiros            |               |
| 1987 | Distortions                       | Scott Marshall          |               |
| 1987 | The Survivalist                   | Jack Tillman            |               |
| 1987 | Blue Monkey                       | Detective Jim Bishop    |               |
| 1987 | Nukie                             | Dr. Eric Harvey         |               |
| 1988 | Deadly Intent                     | Jeff Kirkwood           |               |
| 1989 | The Assassin                      | Hank Knight             |               |
| 1990 | La cruz de Iberia                 | Novak                   |               |
| 1991 | Alligator II: The Mutation        | Vincent 'Vinnie' Brown  |               |
| 1991 | Scissors                          | Alex Morgan/Cole Morgan |               |
| 1992 | Forever                           | William Desmond Taylor  |               |
| 1993 | Quake                             | Kyle                    |               |
| 1993 | Private Wars                      | Jack Manning            |               |
| 1993 | Final Mission                     | Coronel Anderson        |               |
| 1993 | Save Me                           | Robbins                 |               |
| 1993 | Calendar Girl                     | Padre de Roy            |               |
| 1993 | In the Line of Fire               | David Coppinge          | No acreditado |
| 1996 | Street Corner Justice             | Ryan Freeborn           |               |
| 1996 | Barb Wire                         | Coronel Pryzer          |               |
| 1997 | Stranger in the House             | Jack Derby              |               |
| 1997 | Pressure Point                    | Arno Taylor             |               |
| 1998 | Disturbing Behavior               | Oficial Cox             |               |
| 1999 | Me and Will                       | Rob                     |               |
| 1999 | Made Men                          | Kyle                    |               |
| 2000 | Say Goodnight, Michael            |                         |               |
| 2000 | Termination Man                   | Dylan Pope              |               |
| 2000 | In the Light of the Moon          | Ed Gein                 |               |
| 2001 | Storytelling                      | Señor Kink              |               |
| 2001 | Double Down                       | Charlie                 |               |
| 2002 | Slash                             | Jeremiah                |               |
| 2003 | The Hitcher II: I've Been Waiting | Policía                 | No acreditado |
| 2003 | The Box                           | Jake Ragna              |               |
| 2005 | Neo Ned                           | Señor Day               |               |
| 2005 | Intermedio                        | Anciano                 |               |
| 2005 | The Devil's Rejects               | Ken Dwyer               | No acreditado |
| 2005 | King of the Lost World            | Larry                   |               |
| 2008 | Follow the Profit                 | Senador Stanton         |               |
| 2008 | Plaguers                          | Tarver                  |               |
| 2008 | Ready or Not                      | Piloto                  |               |
| 2008 | Rest Stop: Don't Look Back        | Tendero                 |               |
| 2017 | Decker                            | General Cotter          | 1 episodio    |